# Centro di Cultura Scientifica Ettore Majorana

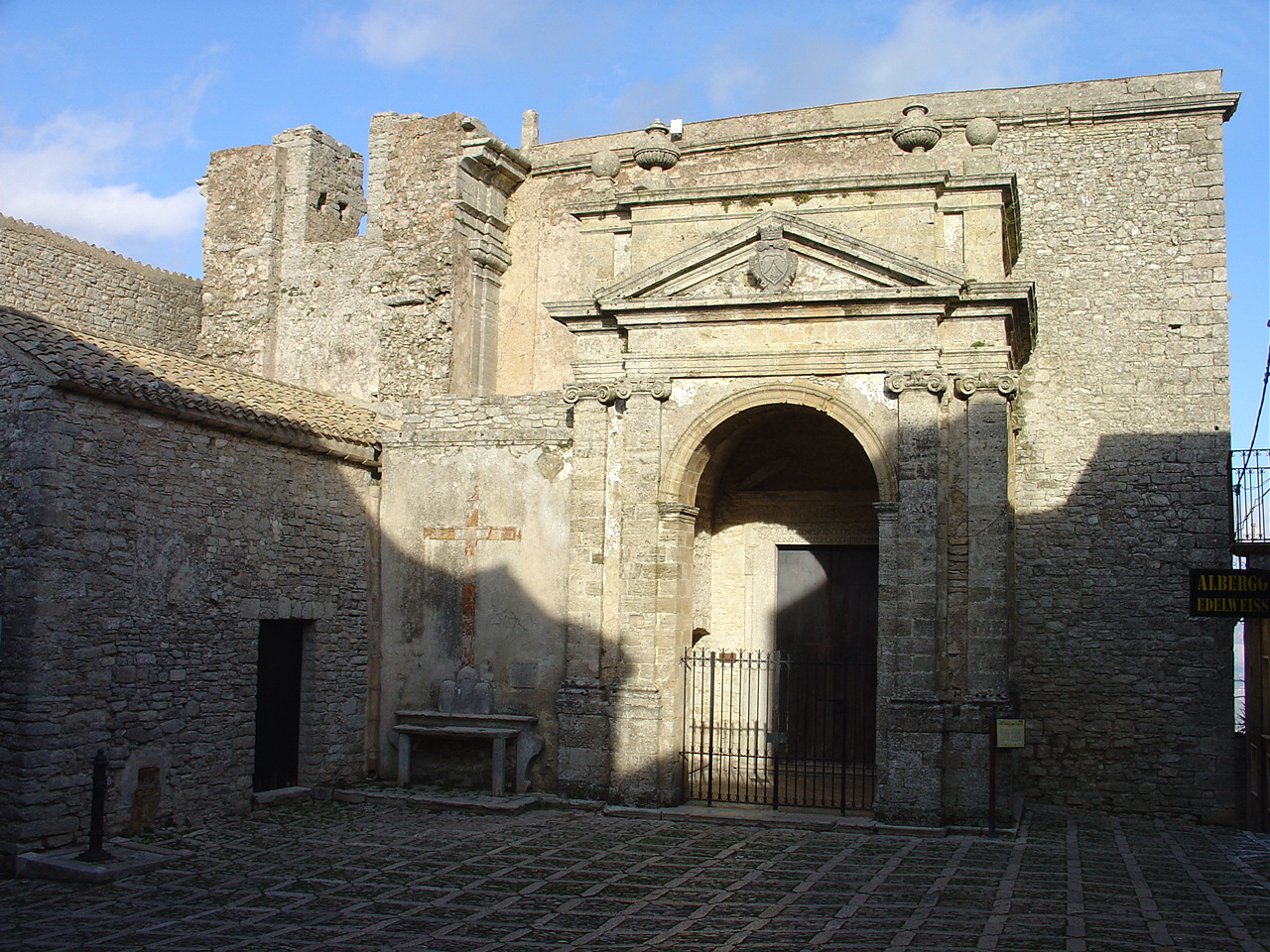
L'ex convento di San Domenico, sede dei corsi

Il Centro di cultura scientifica Ettore Majorana (EMFCSC) è un'organizzazione scientifica fondata a Ginevra nel 1962 e dal 1963 a Erice (TP) in Sicilia, dal fisico Antonino Zichichi, che ne è anche il presidente, e intitolato al fisico siciliano Ettore Majorana.
La sede principale dal 1963 è in via Guarnotti 26, nell'ex monastero di San Pietro, (poi San Rocco). Ha invece la sede dei corsi dagli anni '70 nell'ex convento di San Domenico.

## Attività
Affiliato all'INFN, finanzia la Scuola internazionale di fisica sub-nucleare, anch'essa presieduta da Antonino Zichichi. Durante gli anni della guerra fredda, il Centro Ettore Majorana di Erice era una sede in cui si incontravano scienziati di Russia e Stati Uniti. In questi anni 106 scienziati che hanno preso parte ai corsi sono poi stati insigniti del premio Nobel dopo la loro partecipazione alle attività, e 49 erano già premi Nobel.
A Erice, è stato fondato il primo nucleo di un nuovo laboratorio con il mandato di studiare le emergenze planetarie, e non solo le due più famose (effetto serra e buco nell'ozono), ma in tutto 63. Questo laboratorio è chiamato "ILSEAT" (International Laboratory for Science Engineering and Advanced Technology).
Comprende 123 Scuole post-universitarie in tutti i campi della ricerca scientifica moderna, e distribuisce anche borse di studio a studenti meritevoli. Oggi è anche fondazione.

## Il premioScienza per la pace
Organizza il "Premio Ettore Majorana-Scienza per la pace", istituito dall'Assemblea Regionale Siciliana nel 1988.. Tra i vincitori, indicati dal World Federation of Scientist, vi sono Lee Yuan-tseh, Giovanni Paolo II, Herbert Aaron Hauptman, David Hunter Hubel, Robert Huber, Edward Teller, Linus Carl Pauling.